# Slajdument
Slajdument je dokument, vytvořený v prezentačním softwaru (nejčastěji PowerPoint), určený k zasílání a ke čtení – nikoli k prezentování. Kvalitní slajdument kombinuje text a vizuály stručným a srozumitelným způsobem, je správně typograficky vysázen a graficky zpracován.
Účelné používání slajdumentů propaguje americká autorka Nancy Duarte. Ve svém vlastním e-booku Slidedocs, který má podobu slajdumentu, využití tohoto nástroje doporučuje jako efektivnější způsob předávání informací oproti zasílání klasického dokumentu.
Výhody slajdumentu podle Nancy Duarte:
- Jednoduché kombinování textů a vizuálních objektů na slajdu
- Snadná editovatelnost
- Srozumitelnost sdělení i bez přítomnosti prezentujícího
- Přehlednost

Z českých autorů zmiňuje slajdument Marek Hrkal v knize Odprezentuj. Mezi přednosti slajdumentu přidává možnost členit informace na menší celky (slajdy), které příjemci snadněji vnímají. Zmiňuje rovněž horizontální formát, který se na obrazovce počítače čte lépe než klasický formát A4.
Rozdíl mezi prezentací a slajdumentem:

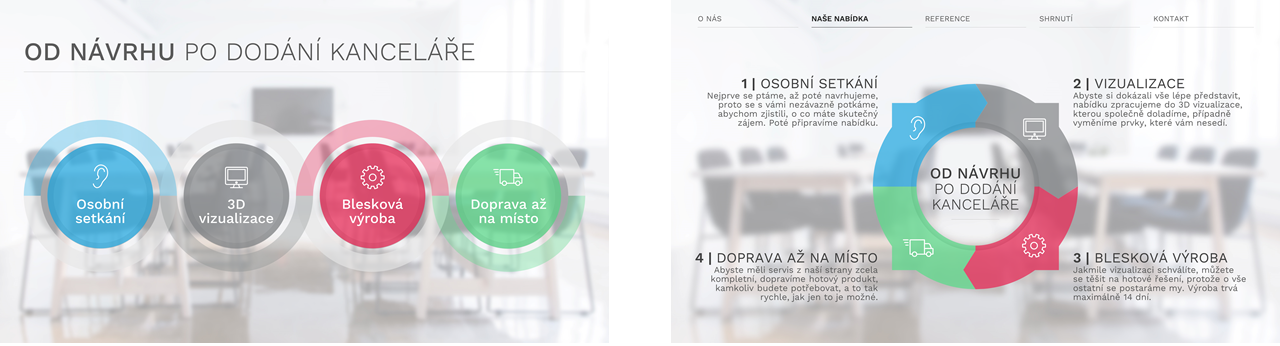
Prezentace musí být bez mluveného doprovodu nekompletní. Slajdument musí být naopak srozumitelný i bez řečníka. (zdroj: odprezentuj.cz)

Pojem slajdument je přisuzován Garru Reynoldsovi, který ho použil ve své knize Prezentace a zen v odlišném významu. Jako slajdument zde označuje nevhodné spojení dokumentu a prezentace, které vzniká snahou ušetřit čas a vytvořit současně slajdy pro prezentování i materiály pro posluchače.